# 信卡

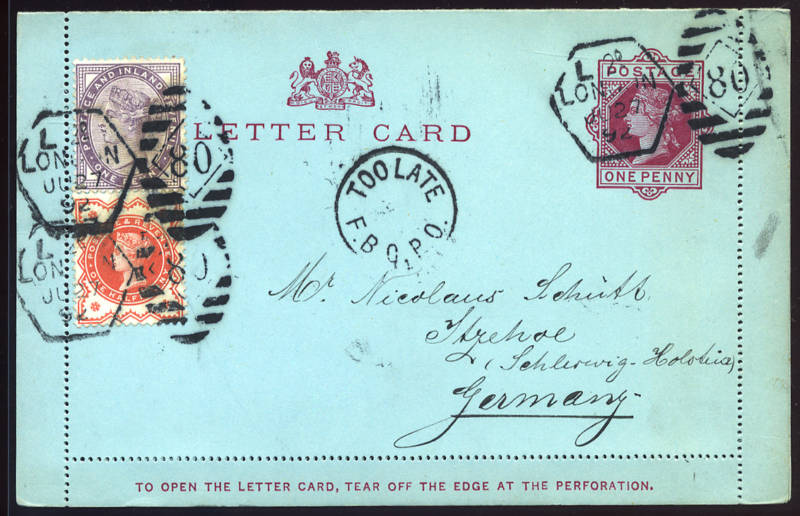
1892年印制的1便士邮资信卡，另附有1便士和0.5便士邮票，从伦敦寄往德国，配有镶边

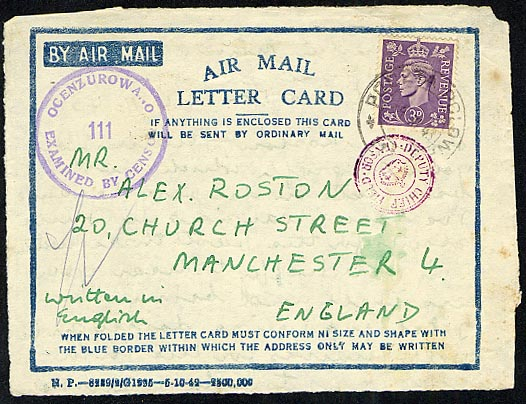
1943年使用，刻有Air Mail Letter Card（航空邮件信卡）字样的早期航空邮简。其上是一枚邮票，而非预付费的压印邮票或代资邮戳，这意味着它不是邮政用品。相反，它是一张常规用品 (集邮)航空信卡。

信卡（英語：letter card, lettercard）是一种邮政用品，由一张带有已付邮资图案的可折叠卡片组成。与邮资明信片相比，信卡为写信者提供了双倍的空间来书写信息。信息写在卡片内部，然后将卡片折叠起来并密封边缘。收件人撕掉并丢弃穿孔的边缘即可打开卡片。
信卡最初是由一位名叫阿金·卡罗利（Akin Karoly）的匈牙利人构想出来的，并于1882年在比利时推出。1887年，英国有了私人发行的信卡。首张英国官方的信卡于1892年发行。纽芬兰于1912年引入了回函信卡，其中包括一张小回函卡。
信卡以多种纸张和颜色发行。与邮票一样，穿孔量规也是一种有用的工具。
1952年万国邮政联盟正式承认“Aerogram”一词之前，航空邮简上有时会使用“信卡”（英語：Letter Card）或“航空邮件信函”（英語：Air Mail Letter）等术语。但对于航空邮简来说，这些术语具有误导性。使用“卡片”一词暗示卡的纸张更重，而事实上，许多这样的“卡”都印在轻质纸上，应是邮简而非信卡。

## 另请参见
- 邮简
- 航空邮简
- 明信片